# Élections législatives de 1798 dans l'Aisne
Les élections législatives françaises de 1798 se déroulent du 9 au 18 avril 1798. Dans l'Aisne, trois députés – un au Conseil des Anciens et deux au Conseil des Cinq-Cents – sont à élire sur les neuf que compte le département. Un siège reste non pourvu.

## Élus

### Élus au Conseil des Anciens

#### Élus non-concernés par le renouvellement de 1798
| François Lobjoy |  | Indépendants |
| Vacant          |  |              |

#### Élus concernés par le renouvellement de 1798
| Député sortant |        | Parti  | Député élu                         |  | Parti         |
| -------------- | ------ | ------ | ---------------------------------- |  | ------------- |
| Vacant         | Vacant | Vacant | Marie Philibert Le Carlier d'Ardon |  | Thermidoriens |

### Élus au Conseil des Cinq-Cents

#### Élus non-concernés par le renouvellement de 1798
| Député                  |  | Parti         |
| ----------------------- |  | ------------- |
| Louis Henri René Dequin |  | Thermidoriens |
| Charles Duuez           |  | Thermidoriens |
| Jean-Jacques Fiquet     |  | Thermidoriens |
| Jacques Debatz          |  | Indépendants  |

#### Élus concernés par le renouvellement de 1798
| Député sortant           |        | Parti         | Député élu            |  | Parti         |
| ------------------------ | ------ | ------------- | --------------------- |  | ------------- |
| Juste Rameau de La Cérée |        | Thermidoriens | Jean Debry            |  | Montagnards   |
| Vacant                   | Vacant | Vacant        | Pierre-Joachim Dormay |  | Thermidoriens |